# Завада (Буський повіт)
Завада (пол. Zawada) — село в Польщі, у гміні Ґнойно Буського повіту Свентокшиського воєводства.
Населення — 148 осіб (2011).
У 1975-1998 роках село належало до Келецького воєводства.

## Демографія
Демографічна структура на день 31 березня 2011 року:
|          | Загалом | Допрацездатний вік | Працездатний вік | Постпрацездатний вік |
| -------- | ------- | ------------------ | ---------------- | -------------------- |
| Чоловіки | 79      | 12                 | 51               | 16                   |
| Жінки    | 69      | 12                 | 37               | 20                   |
| Разом    | 148     | 24                 | 88               | 36                   |